# Jeremiah Poutasi
Cedrick Jeremiah Poutasi (California, 7 agosto 1994) è un giocatore di football americano statunitense attualmente free agent, che gioca nel ruolo di offensive tackle.

## Carriera

### Tennessee Titans
Dopo avere giocato al college a football all'Università dello Utah, Poutasi fu scelto nel corso del terzo giro (66º assoluto) del Draft NFL 2015 dai Tennessee Titans. Debuttò come professionista partendo come titolare nella gara del primo turno contro i Tampa Bay Buccaneers. La sua stagione da rookie si concluse con 13 presenze, di cui 7 come titolare.

### Jacksonville Jaguars
Dopo essere stato svincolato dai Titans prima dell'inizio della stagione 2016, Poutasi firmò con i Jacksonville Jaguars.

## Statistiche
| Partite totali      | 13 |
| Partite da titolare | 7  |

Statistiche aggiornate alla stagione 2015